# Andrea Diana
Andrea Diana (Livorno, 16 febbraio 1975) è un allenatore di pallacanestro italiano.

## Carriera
Inizia a muovere i suoi passi da allenatore in concomitanza di una carriera da playmaker in C/B dilettanti sviluppatasi tra Toscana e Liguria.
Nel 1998, come assistente di Luca Bechi alla Pallacanestro Livorno, conquista il titolo nazionale Allievi e prosegue la sua formazione nella città labronica presso la rinomata Don Bosco Livorno, in cui trascorrerà otto anni, dal 2000 al 2008, come primo allenatore e come vice affiancando tra gli altri anche Marco Sodini.
Nel 2007 è chiamato al ruolo di primo allenatore della selezione toscana maschile al Trofeo delle Regioni, e rimane nel circuito delle nazionali giovanili come assistente allenatore di Antonio Bocchino ai raduni under 16 del 2008/2009.
Nel 2009 approda al campionato professionistico di LegaDue, chiamato da Sandro Dell’Agnello come assistente al Basket Livorno.
L’anno successivo amplia la sua esperienza e ricopre incarichi di capo allenatore a Ferrara presso la 4 Torri, società di formazione giovanile coordinata da Mario De Sisti.
Nel 2011 è nuovamente al fianco di Sandro Dell’Agnello in LegaDue con il ruolo di primo assistente presso la società Basket Brescia Leonessa, neopromossa che conquista i playoff, e dove con grande merito e soddisfazione viene riconfermato per l’anno seguente al fianco di Alberto Martelossi.
Nella stagione 2014-15 diventa capo allenatore e al suo primo anno porta Brescia in semifinale playoff.
Nella stagione 2015-16 viene confermato alla guida della Leonessa, viene nominato allenatore della Squadra Est all'All Star Game di LegaDue, e ottiene la storica promozione in Serie A.
Nella stagione 2017-18 raggiunge la semifinale play-off e l'anno successivo è alla guida della Germani Basket Brescia, che oltre al campionato di Serie A è alla sua prima partecipazione in Eurocup. Nel maggio 2019 lascia la società lombarda dopo otto anni.
Nel dicembre dello stesso anno subentra a Luca Dalmonte sulla panchina della Scaligera Basket Verona. Nel giugno 2020 viene confermato alla guida della società scaligera, rinnovando per un'altra stagione con opzione per quella successiva. Nel febbraio 2021 viene sollevato dall'incarico di capo allenatore.
Nel luglio dello stesso anno entra nello staff tecnico della Virtus Bologna come assistente di Sergio Scariolo., vincendo, nella prima stagione, una Supercoppa italiana e l'Eurocup, riportando Bologna in Eurolega. La stagione successiva inizia con la vittoria della seconda Supercoppa consecutiva.
L'avventura bolognese termina a causa dell'esonero di Sergio Scariolo, e nel marzo del 2024 subentra a Daniele Parente sulla panchina del Trapani Shark, vincendo il campionato.
Nell'anno sportivo 2024/25 rimane in Sicilia con il ruolo di assistente di Jasmin Repesa

## Palmares

### Club
- Supercoppa italiana: 2

Virtus Bologna: 2021
Virtus Bologna: 2022
- Eurocup: 1

Virtus Bologna: 2021-22
- Campione d'Italia Dilettanti: 2

Pallacanestro Brescia: 2015-16
Trapani Shark: 2023-24

### Individuale
- Miglior Allenatore LNP mese di Dicembre 2014
- Miglior Allenatore LNP mese di Gennaio 2015
- Miglior Allenatore LNP mese di Novembre 2015
- Eurobasket.com All-Italian Serie A2 Coach of the Year 2015/2016
- Premio Reverberi Oscar del Basket: Miglior Allenatore serie A 2017/2018